# Меморијал (друштво)
Меморијал је међународно друштво за заштиту људских права. Оновано је 1988. на иницијативу Андреја Сахарова у Русији и посвећена историјским последицима политичке тираније, људским правима и социјалној заштити преживелих жртава совјетских система гулага.
Меморијал је уз Алеса Бјаљацког и Центра за грађанске слободе добитник Нобелове награде за мир за 2022. годину.

## Историја
Организација је првобитно основана због градње Спомен обележја за жртве стаљинизма. Андреј Сахаров је био први председник друштва. Меморијал је била прва невладина организација на подручју бившег Совјетског Савеза. Споменик је откривен 30. октобра 1990. године испред бившег седишта КГБ-а Лубјанке у Москви.
Организација је ускоро поставила нове циљеве. Волонтери су посећивали преживеле Гулага, писали њихове животне приче и покушавли да им дају простора у јавности. Почетком 1990-их година у Русији је основано око 70 подружница удружења Меморијал. Данас постоје 87 међународне групе, укључујући Пољску, Украјину, Летонију и Немачку.
Одлуком Врховног суда Русије, 28. децембра 2021. одређено је распуштање НВО Меморијал као и свих њених подружница због кршења Закона о страним агентима.